# Pouilly-sur-Loire
Pouilly-sur-Loire este o comună în departamentul Nièvre din centrul Franței. În 2009 avea o populație de 1.742 de locuitori.

## Evoluția populației
| An        | 1975  | 1982  | 1990  | 1999  | 2006  | 2009  |
| --------- | ----- | ----- | ----- | ----- | ----- | ----- |
| Populație | 1.790 | 1.723 | 1.708 | 1.718 | 1.767 | 1.742 |